# 가정교향곡

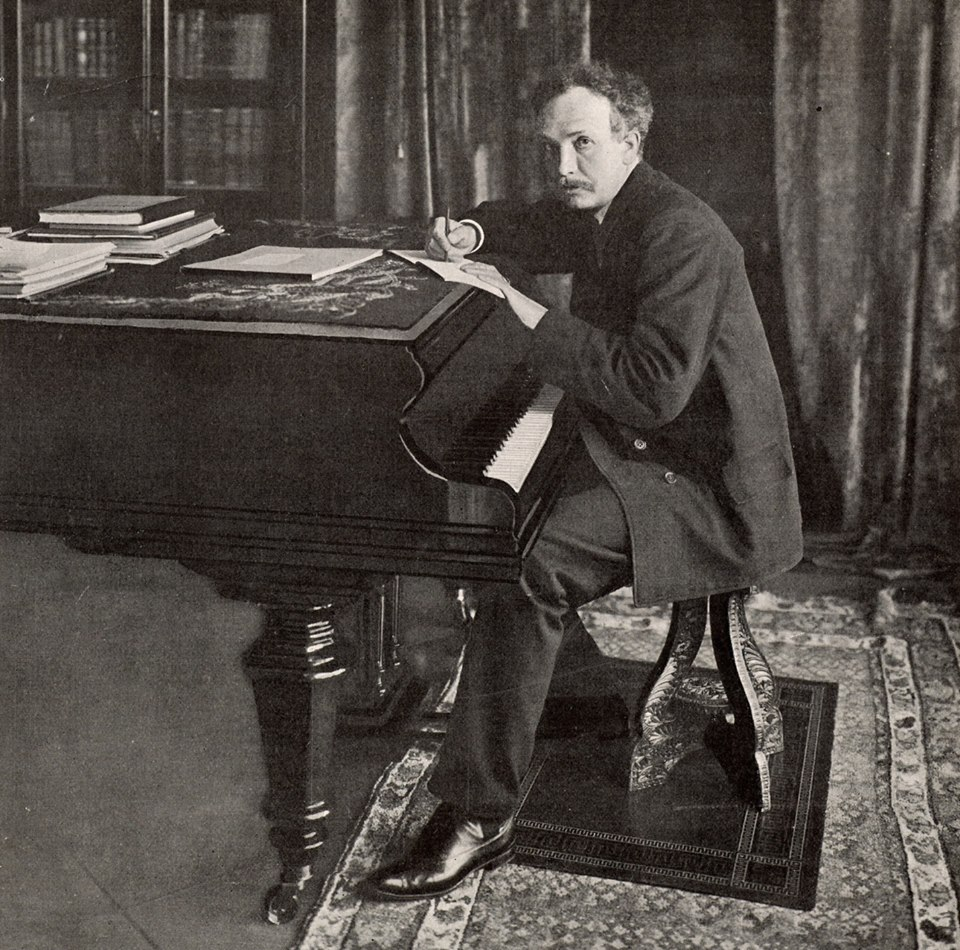
슈트라우스 1903년

《교향곡 3번 바장조 Op.53 '가정'》(Sinfonia Domestica, Domestic Symphony)은 슈트라우스가 작곡한 3번째 교향곡으로 일명 표제교향곡이다. 연주시간은 40분 내외이다.

## 작곡과 초연
슈트라우스는 이 교향곡을 1902년 4월부터 쓰기 시작했다. 그런데 그 이전에 스케치를 하고 있었던 것 같다. 관현악 총보를 쓰기 시작한 것은 1903년 10월 7일이고, 같은 해 12월 31일 베를린의 샤를로텐부르크에서 완성했다. 그리고 나서 슈트라우스는 살로메 작곡을 시작한다. 이 곡의 악보에는 '내가 사랑하는 아내와 내 아이들에게 바친다'라고 적혀 있다. 슈트라우스는 가수인 파울리네와 1894년에 결혼하여 두 사람 사이에는 1897년 4월 12일 태어난 프란츠라는 아들이 있었다. 슈트라우스는 1898년 이후 바인가르트의 후임으로 베를린 궁정 오페라극장의 수석악장으로 취임했다. 그리고 이 곡의 총보와 파트악보는 베를린의 보테 운트 보크(Ed. Bote & G. Bock)에서 1904년 3월에 출판되었다.
초연은 1904년 3월 21일에 뉴욕의 카네기홀에서 슈트라우스의 지휘로 뉴욕 교향악단에 의해 연주되었다. 슈트라우스가 뉴욕으로 간 것은 헤르만 베츨러(Hermann Wetzler, 1870~1943)가 뉴욕에서 2월 27일부터 4번의 연주회로 슈트라우스 축제를 열었기 때문이다. 교향곡 3번 '가정'은 그 네번째의 연주회에서 초연되었다. 뉴욕 교향악단은 베츨러가 단원을 모아서 조직한 임시 편성악단이었다. 베츨러는 독일 출신으로 음악을 배워 뉴욕에 머물렀으며, 열성적인 슈트라우스의 지지자였다. 또 이 곡의 유럽 초연은  1904년 6월 1일에 프랑크푸르트 암 마인에서의 전독일음악 연합의 제 40회 음악가 회의의 연주회 때 슈트라우스 자신의 지휘에 의해 처음으로 이루어졌다.

## 해설
이 곡은 당시 슈트라우스가 좋아하던 대편성 관현악을 필요로 한다. 그리고 슈트라우스 자신도 이 곡에 '대관현악을 위한' 것이라고 적었다. '교향곡'이라고 한 것은 이 곡의 규모가 종래의 교향시라는 형태의 한계에 가깝다는 것에 따른다. 다만 그 명칭은 고전파적인 의미에서의 교향곡으로 해석해야만 하는 것은 아니고, 슈트라우스 자신이 적고 있듯이 교향곡(심포니아)인 것이다. 다시 말해 넓고 자유로운 의미로 해석된 교향곡이라고 받아들일 수 있다.
전체 4악장으로 구성되어 있으나, 전 악장이 완전하게 독립된 것은 아니고, 전부 단절없이 이어서 연주하도록 되어있어 마치 단일악장 형태를 취하고 있다. 또 표제적이므로 교향시라고 할 수 있으며, 슈트라우스 자신도 편지 등에서 교향시라고 불렀다. 그러나 실제로 곡 자체는 다른 교향시와는 많은 차이가 있다.
이 곡에 대하여 슈트라우스가 다음과 같이 쓴 것이 있다.
'이 교향곡은 결혼 생활의 음악적인 형상을 줄 것이다. 나는 이 작품이 가정의 행복을 유머러스하게 표현하고 있다고 몇몇 사람들이 믿고 있는 것을 알고 있다. 그러나 내가 이것을 작곡했을 때는 유머러스하게 하려고 생각하지 않았다. 실제로 결혼 생활보다 엄숙한 것이 있을까. 결혼은 인생 중에서도 가장 엄숙한 사건이다. 그러한 화합의 신성한 기쁨은 아이의 출생으로 더 높아진다. 이러한 생활은 당연히 그 나름의 유머를 가지고 있으며, 나는 재미있게 하기 위해서 작품에 그런 유머를 집어넣었다. 그러나 교향곡의 진면목이 이해되길 바라며, 이 감각으로 독일에서 연주되길 바란다.'
슈트라우스의 교향시 영웅의 생애에서의 '영웅'이 슈트라우스 자신인 것이 이제는 정설로 되어 있다. 이것과 같은 것이 교향곡 3번에서도 통용된다. 즉 이 곡에서 슈트라우스 자신은 자신의 가정을 그린 것이 아니고. 행복한 일반 가정을 표현했지만, 역시 모델로서 자신의 가정을 선택했다. 실제로 이 곡에서 표현되고 있는 아버지의 성격은 상당히 슈트라우스에 가깝고, 아내의 성격은 파울리네와 비슷하다. 아이가 한창 장난칠 때로 되어있는 것도 현실적으로 슈트라우스의 아들 프란츠가 이 곡의 작곡 당시 6살이었으므로 납득할 수 있다. 게다가 프란츠는 외아들이기도 했고, 슈트라우스가(家)의 생활의 중심과 같은 존재였다.
이 작품은 작곡가의 자의식을 반영했다는 면에 있어서 영웅의 생애의 후편이기도 하고 작곡가의 관현악 어법의 극한을 담아내고 다수의 주인공과 복선적인 이야기를 병행했다는 점에 있어서 그림자 없는 여인의 전편이라고 말할 수 있다. 더군다나 오보에 다모르를 복원시킨 동시에 색소폰 4중주를 대규모 오케스트라에 과감하게 사용한 음향적 실험이자 교향곡 양식을 해체하며 교향시 양식에 변화를 주도한 모험적이고 진취적인 작품이기도 하다. 대수롭지 않은 가정사를 다루었다는 편견에서 벗어나 음악적인 측면에 있어서 재조명해야 할 필요가 있는, 교향곡 4번 ‘알프스’에 버금가는 작곡가의 중요한 관현악, 교향곡 작품이 바로 이 교향곡 3번 ‘가정’이다. 그리고 이 작품의 주제가 1925년 왼손의 피아니스트 파울 비트겐슈타인을 위해 작곡한 단악장의 피아노 협주곡인 가정 교향곡 부록 (Parergon zur Symphonia Donestica) Op.73에서 다시 한 번 사용되었음을 생각해 본다면 작곡가가 이 교향곡에 얼마나 큰 애착을 갖고 있었는지를 알 수 있다.

## 연주시간
- 약 42분

## 악기편성
- 목관악기: 피콜로, 플루트3, 오보에3, 오보에 다모레, 잉글리시 호른, 클라리넷3, 바순4, 콘트라바순, 색소폰4(C조 소프라노&베이스, F조 알토&바리톤)
- 금관악기: 호른8, 트럼펫4, 트롬본3, 튜바
- 타악기: 팀파니, 작은북, 큰북, 탬버린, 심벌즈, 앤틱 심벌즈, 트라이앵글, 글로켄슈필, 알림종(다른 명칭은 콜벨, 할리갈리용)
- 현악기: 하프2, 현악5부(16-16-12-12-10)

## 구성

### 제1악장
바장조, Thema I. Bewegt, Thema II. Sehr lebhaft, Thema III. Ruhig (제시부, 3주제, 활동적인, 편하게, 매우 생기있게, 고요하게.), 소나타 형식.
전악장 중 5분 남짓한 짧은 악장으로 바장조를 주제로 하고 있으며, 곡의 제목조성이자 주제의 제시부분이라고도 한다. 먼저 '편하게 Gemächlich'라고 표기된, 가정의 주인공의 주제가 첼로에 의해 나타난다. 유연하고 관록 있는 주인공이다. 그러나 주인공의 성격은 그 뿐만이 아니다. 오보에로 몽상적인 면이 나타나기고 하고 클라리넷으로 쉽게 화를 내는 경향이 암시되기도 하며, 바이올린으로 정열적인 면이 그려지기도 한다.
이것에 이어서 템보를 올려 '아주 쾌활하게 sehr lebhaft'되고, 바이올린과 목관으로 나장조의 아내의 주제가 나타난다.
음악적으로 아내는 상당히 강하고 힘찬 여성으로 그려져 있다. 실제로 파울리네는 확실히 그런 면이 있었다. 그러나 이러한 성격만이 아니고, 여성적인 현명한 면도 보인다. 그 사이에는 남편의 주제도 집어넣어 가정의 생활을 암시한다. 또 하나의 중요한 주제는 마침내 연주되는 바이올린의 트레몰로 다음에 나오는 오보에 다모레의 아이의 주제이다. 이것은 완만하고 사랑스럽게 이 악기의 특성을 아주 잘 살린 주제로 되어 있다.
오보에 다모레는 바로크 시대의 악기로 바흐가 그 음색 때문에 애용했다고 한다. 모양은 보통의 오보에보다 약간 크고, 음색은 오보에와 같은 날카로움이 없고 부드럽게 되어 있다. 주인은 아이를 바라보며 눈을 가늘게 뜨고 있다. 거기에 백모(트럼펫)와 백부(트롬본)가 와서 이 아이가 양친 중 어느 쪽 닮았는지 등을 이야기한다.

### 제2악장
라장조, 3/8박자. Scherzo. Munter, Mässig langsam: Wigenlied, Mässig langsam und sehr ruhig (스케르초: 쾌활하게, 적당히 느리게: 자장가, 적당히 느리고 매우 고요하게.)
오스트리아의 무곡 랜틀러가 주된 음형으로서 플루트와 목관 악기를 통해 아이가 장난스럽게 뛰노는 모습을 부모가 만족스럽게 지켜보는 모습을 표현하는 장면으로 시작한다. '아이의 놀이'와 '양친의 만족을 그리고 있으며, 후반은 자장가로 되어 있다. 먼저 템보를 올려 아이의 주제에 의거하는 스케르초 주제를 오보에 다모레가 중심이 되어 펄쳐간다. 양친은 이 아이의 놀이를 즐거운 듯이 바라보고 있는데 가끔 아를 꾸짖거나 타이른다. 뒤이어 아버지가 단호하게 놀이를 멈추게 하니 아이가 떼를 부르지만 어머니가 달래며 침실로 데리고 간다. 마침내 놀이에 지쳐 아이는 잠든다. 아이의 주제가 단조형으로 오보에 다모레로 나타난다. 어머니는 다정하게 애정을 담아 아이를 쓰다듬는다. 아이는 어머니 곁에서 목관의 달콤한 '자장가 Wiegenlied'를 들으면서 잠든다. 이것에는 아이의 주제가 변화한 것이 대위법으로 놓여 있다. 평화와 행복에 가득 찬 가정에 시계가 7시 알린다(글로켄슈필). 어머니가 바이올린으로 아버지가 첼로로 대화를 나누는 동안 글로켄슈필에 의해 자명종이 일곱 번 울리며 이제는 아이가 잠든 조용한 가정에서 플루트와 클라리넷의 2중주를 통해 남편은 책상에 앉아 일을 하고 아내는 집안일을 마무리하는 모습이 연출된다. 밤은 조용히 깊어간다.

### 제3악장
마장조, 4/4박자. Adagio, Langsm (아다지오, 느리게.)
가히 사랑의 장면이라고 말할 수 있는 이 대목은 슈트라우스의 전매특허와도 같은 바이올린군의 커다란 울렁임과 목관의 감각적인 울림을 통해 아름다움과 매혹적인 분위기가 펼쳐지고 오케스트라 총주에 의해 엑스터시를 상징하는 클라이맥스가 등장한다. 계속해서 부부의 서정적인 자유로움이 펼쳐진 뒤 이번에는 앞선 클라이맥스와는 성격이 다른 영웅적이면서 이후의 ‘살로메’를 연상시키는 듯한 이국적인 에너지감을 수반한 두 번째 클라이맥스가 등장하고 이윽고 새벽녘의 고요한 분위기 안으로 부부는 깊은 잠에 빠져든다. 아다지오로 음악적인 아름다움에서 전곡의 정점을 이룬다고 할 수 있다. 먼저 사장조로 오보에가 남편의 일을, 바이올린이 아내의 여성스럽고 섬세한 마음(1악장 제1주제 반복)을 나타낸다. 두 사람 사이에는 달콤한 애정이 감돈다. 그 다음에 마장조로 되고, 남편의 창작과 아내의 배려가 서로 얽히는 가운데 부부의 애정을 기리는 찬미가풍의 '사랑의 정경'이 대위법이며 정열적으로 펼쳐진다. 그것이 조용해지면 '꿈과 걱정'이라는 경과적인 부분이 된다. 아이를 중심으로 한 어머니의 걱정스러운 감정이 그려진다. 그 동안에 날이 밝고, 이아는 잠을 깨며, 다시 자명종이 일곱시를 알리며 아침을 맞이한다.

### 제4악장
바장조, 2/4박자, Finale, Sehr lebhaft ( 피날레, 아주 쾌활하게.), 푸가 형식.
관의 날카로운 울림에 이어서 아이가 기운차게 일어난다. 아이의 주제가 변형해서 나타난다. 아버지와 어머니의 목소리도 들린다. 그 동안에 '아침의 즐거운 다툼'이 시작된다. 이것은 아이의 교육에 대한 부부의 논쟁이다. 그것을 슈트라우스는 이중 푸가로 나타냈다. 먼저 아버지가 아이에 대한 자신의 의견을 말한다. 이것은 아이의 주제의 변형에 아버지의 주제의 리듬을 넣은 것으로 되어 있다. 마침내 어머니가 거기에 반대한다. 점차 고조되고, 서로의 목소리도 커진다. 아이의 우는 소리가 들리고 커다란 클라이맥스를 이룬다. 그러나 곧 화해하고, 부부는 목소리를 맞춰 민요풍의 노래를 줄겁게 부른다. 아버지는 아이에 대한 꿈을 말하고, 가족은 행복한 기분에 휩싸인다. 끝부분에서는 이제까지의 많은 선율이 등장하고, 행복한 가정은 활기찬 단란함을 이어간다. 그리고 웃음소리 같은 것도 들리며, 곡은 주인공 주제의 동기로 장엄하게 끝맺는다.

## 참고 문헌
- 《작곡가별 명곡해설 라이브러리》 22권 '슈트라우스' 〈음악지우사〉 (音樂世界)
- 네이버캐스트 '가정 교향곡' 글, 박재성 / 음악 칼럼니스트